# Ichthyophiidae
Famille
Synonymes
- Epicria Fitzinger, 1843
- Uraeotyphlinae Nussbaum, 1979
- Uraeotyphlidae Nussbaum, 1979

Les Ichthyophiidae sont une famille de gymnophiones. Elle a été créée par Edward Harrison Taylor en 1968. 

## Répartition
Les espèces de cette famille se rencontrent en Asie du Sud-Est, dans le sud de la Chine et en Inde.

## Description
Ce sont des amphibiens avec des pattes atrophiées qui leur donnent un aspect de vers de terre.

## Liste des genres
Selon Amphibian Species of the World (10 février 2014) :
- Ichthyophis Fitzinger, 1826
- Uraeotyphlus Peters, 1880

## Publication originale
- Taylor, 1968 : The Caecilians of the World: A Taxonomic Review. Lawrence: University of Kansas Press.